# Mesosa cheni
Mesosa cheni là một loài bọ cánh cứng trong họ Cerambycidae.